# Nikolaj Ivanovič Ašinov
Nikolaj Ivanovič Ašinov (rusky: Николай Иванович Ашинов; 1856 Caricyn – 1902) byl ruský dobrodruh a cestovatel, který se ke konci 80. let 19. století pokusil založit ruskou kolonii Sagallo.

## Životopis
V roce 1883 odešel do Habeše, kde chtěl dosáhnout politického a církevního sblížení Habeše s Ruskou říší. Podařilo se mu navázat vztah s habešským císařem Janem IV. Etiopským, kterému se Ašinov představoval jako zástupce ruské vlády.
Ašinovova cesta do východní Afriky přivedla užitečné poznatky. V roce 1888 v Petrohradě totiž publikoval jazykovou příručku, která se zaobírala habešskou abecedou (dnes známá jako etiopské písmo) a taktéž vydal první habešsko-ruský slovník.
Po návratu do Ruska se začal nazývat „svobodným kozákem“ a roku 1889 společně se skupinou dalších kozáků vedl expedici do Afriky, kde plánoval pokračovat v rozvíjení vřelých vztahů mezi Habeší a Ruskem. Kotvy spustil u pobřeží francouzského Somálska (dnešní Džibutsko), odkud se chystal později putovat až do Habeše. Tam posléze chtěl založit kolonii Nová Moskva, ale podařilo se mu založit jen menší koloniální osadu u zálivu Tadjoura, kterou nakonec musel s kozáky opustit kvůli vyvíjejícímu se tlaku ze strany Francie. Po pádu Nové Moskvy byl Ašinov i jeho skupina posláni do Ruska, kde byli obviněni z pirátství.
Na osobní pokyn cara Alexandra III. byli, po krátkém vyšetřování, všichni členové expedice deportováni do Oděsy. Pouze Ašinov byl poslán na tři roky na neznámé místo poblíž města Saratov, kde byl pod neustálým policejním dohledem.
Svých plánů se ale nevzdal. Později odjel do Paříže, kde se snažil sehnat skupinu dobrovolníků, se kterou by mohl opět odplout do Afriky. Roku 1891 odcestoval i do Londýna, odkud v srpnu poslal dopis carovi, kde nabídl své služby pro rozvoj a kolonizaci rozsáhlého území v Africe.

## Galerie

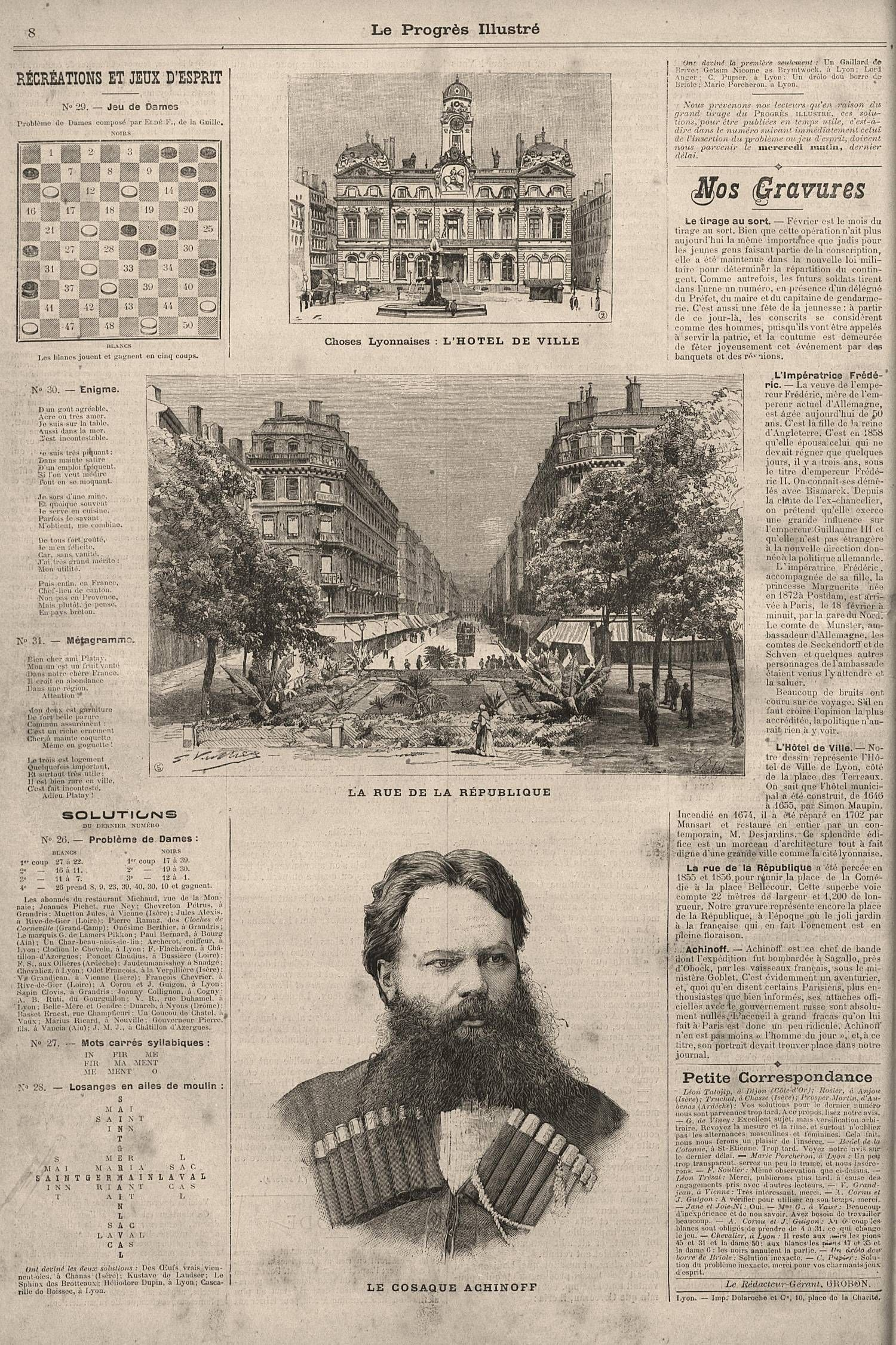
Ašinov ve francouzském tisku
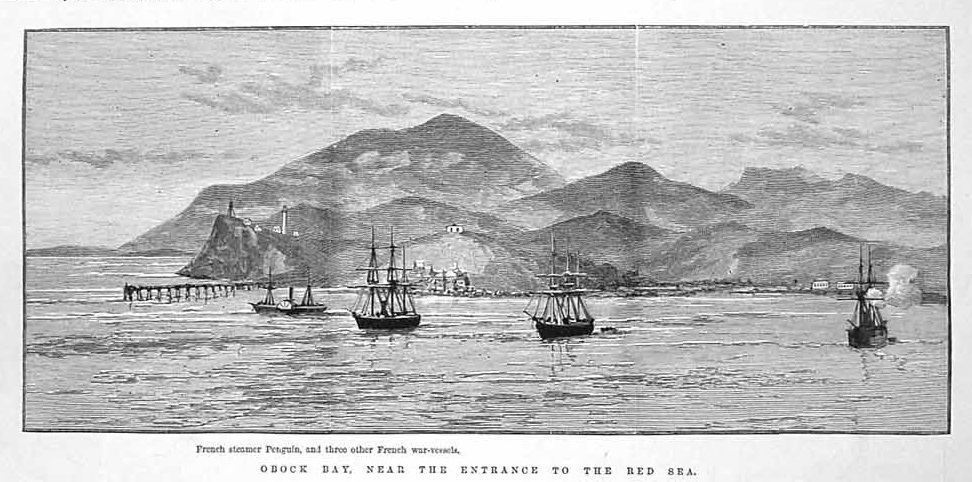
Ašinova plavba do Afriky